# Lijst van beelden in Rijswijk
Dit is een (onvolledige) lijst van beelden in Rijswijk. Onder een beeld wordt hier verstaan elk driedimensionaal kunstwerk in de openbare ruimte van de Nederlandse gemeente Rijswijk, waarbij beeld wordt gebruikt als verzamelbegrip voor sculpturen, standbeelden, installaties, gedenktekens en overige beeldhouwwerken.
Voor een volledig overzicht van de beschikbare afbeeldingen zie de categorie Commons:Category:Sculptures in Rijswijk, South Holland op Wikimedia Commons.
| Geplaatst  | Omschrijving                                                                          | Kunstenaar                            | Straat                                             | Materiaal              | Afbeelding        |
| ---------- | ------------------------------------------------------------------------------------- | ------------------------------------- | -------------------------------------------------- | ---------------------- | ----------------- |
| 1949       | Monument voor de gevallenen                                                           | J.A. Lucas                            | Park Hofrust                                       |                        |                   |
| 1953       | Vrede - Man, vrouw en kind met vogel                                                  | Jan Goeting                           | Burgemeester Elsenlaan bij Frans Halskade          | Beton                  |                   |
| 1970       | baksteenmozaïek met vijver en bankjes                                                 | Theo van Amstel                       | Waldhoornplein 1 (Marimbahal)                      |                        |                   |
| 1973       | Kegelaar                                                                              | Henk Tieman                           | Park Hofrust                                       |                        |                   |
| 1983       | Scheidsrechterfluit                                                                   | H. van Ockenburg                      | Jacob van Offwegenlaan 40a                         |                        |                   |
| 1983       | Potloden                                                                              | J. van Looyen                         | Willem van Rijswijckstraat/ Wijnant van Elststraat |                        |                   |
| 1984       | Wegvliegend tunneldak                                                                 | Rob Schmidt                           | Herenstraat/Haagweg/Geestbrugweg                   |                        |                   |
| 1986       | Het rode lint                                                                         | Wera Bishoff                          | Zoomseweg/Diepenhorstlaan                          |                        |                   |
| 1987       | Phoenix                                                                               | Fred Tuijnman                         | Eikelenburglaan 7                                  |                        |                   |
| 1987       | Oost/West                                                                             | Herby Nijenhuis                       | Sir Winston Churchilllaan/Schaapweg                |                        |                   |
| 1989       | De Naald                                                                              | Leen Droppert                         | Goedendorplaan, Planetenpark                       |                        |                   |
| 1989       | Harlekijn                                                                             | Eddy Stikkelorum                      | Mr. Beerninkplantsoen                              |                        |                   |
| 1991       | Driehoekig sculptuur                                                                  | Marus van der Made                    | Cor Ruysstraat 2                                   |                        |                   |
| 1992       | Spiegels                                                                              | Dirk Dijkstra                         | Generaal Spoorlaan, stadhuisvijver                 |                        |                   |
| 1993       | Zitelement                                                                            | Jaap Karman                           | Park Hofrust                                       |                        |                   |
| 1996       | Waar natuur en cultuur elkaar ontmoeten                                               | Tonny Schellekens-Hermans             | Broekpolder/Laan van Hoornwijck                    |                        |                   |
| 1997       | Jongen en meisje                                                                      | Jan Jaap Horstink                     | P. van Vlietlaan 10                                | Keramiek               |                   |
| 1997       | IJskristal                                                                            | Han Goan Lim                          | Van Vredenburchweg/Steenvoordelaan                 |                        |                   |
| 1997       | De Omhelzing                                                                          | Gerard Brouwer                        | Generaal van Geenplein                             |                        |                   |
| 1997       | Kind met boek                                                                         | Fred Tuijnman                         | dr H.Colijnlaan t.o. 343                           |                        |                   |
| 1999       | Stromen                                                                               | Frits Garenfeld                       | Esdoornstraat 3a                                   |                        |                   |
| 2000       | Liftoff                                                                               | Jos Hachmang                          | Goedendorplaan                                     |                        |                   |
| 2000       | Het seizoen                                                                           | Hans la Hey                           | Siergaarde, De Strijp                              |                        |                   |
| 2000       | Schotse Hooglanders                                                                   | Joris Baudoin                         | Prinses Beatrixlaan                                | Beton                  |                   |
| 2002       | Kroonjuweel                                                                           | Madeleine Langezaal                   | Juliaantje/Burgemeester Elsenlaan                  |                        |                   |
| 2003       | Nemo                                                                                  | Peter Gentenaar                       | Gemeentehuis, hal                                  |                        |                   |
| 2004       | States of humanity                                                                    | Alex Vermeulen                        | Bogaardplein                                       |                        |                   |
| 2004       | Ho! (acrobaten voor de stations ingang en neonfiguren in kleine piramides)            | Herman Lamers                         | Piramideplein                                      | Brons, graniet en neon |                   |
| 2007       | Tarzanbocht                                                                           | Dorothé Jehoel                        | Generaal Spoorlaan/Schaapweg                       |                        |                   |
| 2021       | Hanskenbankje, olifantenboombankje.                                                   | Elisabeth Rijkels-Visser bijnaam Piet | Bij Kerklaan 2                                     | hout, beton            |                   |
| 2021       | Projecten                                                                             | Sandra Spijkerman                     | Bogaardplein                                       |                        |                   |
| 2021       | Ontmoeting Dorp en Stad                                                               | Paul de Reus                          | Bogaardplein                                       |                        |                   |
| 2024       | Wilhelminalantaarn                                                                    | onbekend                              | Ruysdaelplein                                      | Smeedijzer             |                   |
| herplaatst | Zes objecten                                                                          | André Volten                          | Visseringlaan 3                                    | cortenstaal            |                   |
|            | Olifant                                                                               | onbekend                              | Burgemeester Elsenlaan/Van Vredenburchweg          |                        |                   |
|            | onbekend                                                                              | onbekend                              | Burgemeester Elsenlaan                             |                        |                   |
|            | Kroonjuweel                                                                           | Madeleine Langerzaal                  | Burgemeester Elsenlaan/Julialaantje                |                        |                   |
|            | In de buurt van de Sterrenwacht Rijswijk is er een schaalmodel van het zonnestelsel   | onbekend                              | Planetenpark (Hoekpolder)                          | IJzer                  | Meer afbeeldingen |
|            | Zonnewijzer                                                                           | onbekend                              | Planetenpark (Hoekpolder)                          | Natuursteen en rvs     |                   |
|            | De Hoorn/Groen                                                                        | Marcel Smink                          | Laan van Hoornwijck                                |                        |                   |
|            | Fontein                                                                               | Ben Stolk                             | Park Cromvliet                                     |                        |                   |
|            | Lelies                                                                                | D. Rosdorff                           | mgr. Bekkerslaan/Bosgang                           |                        |                   |
|            | Project Rijswijk                                                                      | David Neirings                        | Prinses Beatrixlaan                                |                        |                   |
|            | Blekerslaan                                                                           | Dirk Dijkstra                         | Blekerslaan/Schoolstraat                           |                        |                   |
| 1966       | Pinguïns                                                                              | Gerard van Remmen                     | Stadscentrum In de Bogaard                         |                        |                   |
|            | Ali Baba                                                                              | Gerrit Wattjes                        | Huis te Landelaan 1                                |                        |                   |
|            | Beelden                                                                               | Jan Jaap Horstink                     | P. van Vlietlaan 10                                |                        |                   |
|            | Chili                                                                                 |                                       | Cor Ruysstraat 2                                   |                        |                   |
|            | Sculptuur strooiveld                                                                  | Marcel van Zijp                       | Algemene Begraafplaats, Eikelenburglaan 7          |                        |                   |
|            | Novo Sion, 16 grote schijven die in de stoepen en straten van de wijk zijn geplaatst. | Michel Kluiters                       | RijswijkBuiten                                     |                        |                   |
|            | Woonkamer                                                                             | Niels van der Kuur                    | Burgemeester Elsenlaan/Sir Winston Churchilllaan   |                        |                   |
|            | onbekend                                                                              | onbekend                              | Kruisvaarderspark                                  |                        | Meer afbeeldingen |